# Rzym (Kożyczkowo)
Rzym (dodatkowa nazwa w j. kaszub. Rzim) – część wsi kaszubskiej Kożyczkowo w Polsce, położona w województwie pomorskim, w powiecie kartuskim, w gminie Chmielno, nad jeziorem Osuszyno. Rzym leży na obszarze Pojezierza Kaszubskiego i znajduje się na terenie Kaszubskiego Parku Krajobrazowego. Na zachód od Rzymu w kompleksie Lasów Mirachowskich znajdują się rezerwaty przyrody Leśne Oczko i Staniszewskie Zdroje.
Wchodzi w skład sołectwa Kożyczkowo. 
W latach 1975–1998 Rzym administracyjnie należał do województwa gdańskiego.